# 유헌 (식절후)
유헌(劉憲, ? ~ ?)은 전한 후기의 제후로, 성양강왕의 아들이다.

## 생애
초원 원년(기원전 48년), 식후(式侯)에 봉해져 식읍 300호를 받았다.
시호를 절이라 하였고, 아들 유패가 작위를 이었다.

## 출전
- 반고, 《한서》 권15하 왕자후표 下

## 가계
- 성양강왕 유순 (아버지)
  - 식절후 유헌
    - 식애후 유패 (아들)
    - 식후 유맹 (아들)
      - 유공 (손자)
      - 유무 (손자)
      - 유분자 (손자)

| 선대 (첫 봉건) | 전한의 식후 기원전 48년 3월 ~ ? | 후대 아들 식애후 유패 |